# Imam Sahib (huyện)
Imam Sahib là một huyện thuộc tỉnh Kondoz, Afghanistan. Dân số thời điểm năm 1999 là 182,466 người.